# Египетская коммунистическая партия
Египетская Коммунистическая партия (ЕКП; араб. الحزب الشيوعي المصري‎, Аль-Хизб аш-шуюъий аль-масрий) — коммунистическая партия в Египте.

## История

### Первая партия 1920-х
В январе 1923 Александрийская секция Социалистической партии Египта (основана в 1921 году) во главе с Хусни Аль-Ораби порвала с СПЕ и в ходе проведенного ею в окрестностях Александрии съезда провозгласила себя Египетской коммунистической партией. Первая программа, созданная в январе 1923, содержала как общеполитические требования партии, так и специальный подотдел, касающийся путей решения крестьянского вопроса. В одном с программой издании содержатся также переведённые на арабский язык «Условиях приема в Коммунистический Интернационал». ЕКП стала первой коммунистической партией Ближнего Востока, использовавшей в своих документах арабский язык. Во главе партии стоял Исполнительный комитет, сформированный высшим органом партии — её съездом.

Выступая в ходе работы IV конгресса Коминтерна, Х. Аль-Ораби, которому был предоставлен статус делегата конгресса «с совещательным голосом», говорил: 
Мы в Египте ждем того уже недалекого дня, когда красный флаг взовьется над пирамидами, чтобы салютовать красному флагу над Кремлем.
К началу 1924 КПЕ являлась крупнейшей после Компартии Китая коммунистической партией Востока. В феврале 1924 усилиями активистов компартии была организована забастовка на александрийской фабрике «Эголин», переросшая в захват предприятия и в попытку под красными флагами распространить это начинание на всю Александрию. В результате последовавших репрессий и запрета ЕКП недавно созданного правительства египетских националистов во главе с Саадом Заглулом партия была разгромлена, а все её руководители арестованы; Антун Марун умер в заключении в результате голодовки. В течение второй половины 1920—1930-х годов ЕКП так и не смогла восстановить свои силы.

### Эпоха насеризма
В последующие годы в Египте был создан ряд марксистских организаций, в том числе основанное Анри Куриэлем в 1943 году «Движение за национальное освобождение Египта» (ХАМЕТУ, «The Egyptian Movement for National Liberation», الحركه المصريه للتحرر الوطني حمتو), которое в 1947 году после объединения с группой «Искра» стало «Демократическим движением за национальное освобождение» (ХАДЕТУ), и образованный в 1946 году Юсефом Дарвишем Рабочий комитет за национальное освобождение, затем преобразованный в «Народный авангард освобождения» (Ташт), «Народную демократию», «Рабочий авангард» и, наконец, Рабоче-крестьянскую коммунистическую партию. Одна из этих групп, созданная в 1949 году Фуадом Мурси и издававшая газету «ар-Райят аш-Шааб», стала называть себя «Египетской коммунистической партией».
После военного переворота «Свободных офицеров» и прихода к власти «арабского социалиста» Гамаля Насера аресты, пытки и репрессии египетских коммунистов были продолжены. Среди пострадавших были ведущий теоретик Махмуд Амин Алим, историк Рифаат Саид, художница и феминистка Инджи Афлатун. Сам Насер и ряд высших руководителей БААС рассматривали коммунистов как внутреннего врага. В беседе с госсекретарем США Дж. Даллесом в мае 1953 Насер сказал:
Если мы и опасаемся коммунизма, то изнутри, а не экспортируемого СССР. И если я перестану вести себя как националист, то у меня в стране победят коммунисты.
Несмотря на атмосферу преследований, в 1955 году ХАДИТУ и 6 отколовшихся организаций смогли воссоединиться в Единую египетскую коммунистическую партию (الحزب الشيوعي المصري الموحد); в 1957 году, когда к ним присоединилась группа «ар-Райят», была образована Объединённая египетская коммунистическая партия (الحزب الشيوعي المصري المتحد), а в 1958 году, с включением в неё и Рабоче-крестьянской компартии — новая политическая сила, принявшая название Египетской коммунистической партии.
Против новой компартии было проведено ряд кампаний. Так, в декабре 1958 Насер вновь стал арестовывать коммунистов, обвинив их в «предательстве арабского дела». Бывали, напротив, и периоды относительного послабления: например, из египетских тюрем в 1960—1962 были выпущены левые деятели и коммунисты, многие из которых были назначены на руководящие посты.
В годы объединения Египта и Сирии в единую Объединённую арабскую республику египетские спецслужбы нанесли значительный урон до тех пор там весьма сильному коммунистическому движению в Сирии.
В 1965 в результате полицейских репрессий объявили о самороспуске, частично влившись в состав Арабского социалистического союза. Воссоздана в мае 1975. С момента воссоздания находилась на нелегальном положении. Часть коммунистов действовала в рядах Национально-прогрессивной левой партии (Тагамму).
В 1978 ЕКП опубликовала свою новую программу, в которой призывала к свержению капитализма, прекращению капитулянтской политики Египта по отношению к Израилю и возврата Египта в лагерь прогрессивных арабских стран.
В сентябре 1980 в условиях подполья на территории Египта прошёл I-й съезд партии.
На выбор 1987 партия не была допущена, однако её кандидаты были поддержаны партией Тагамму.

## Народные революции и современное положение

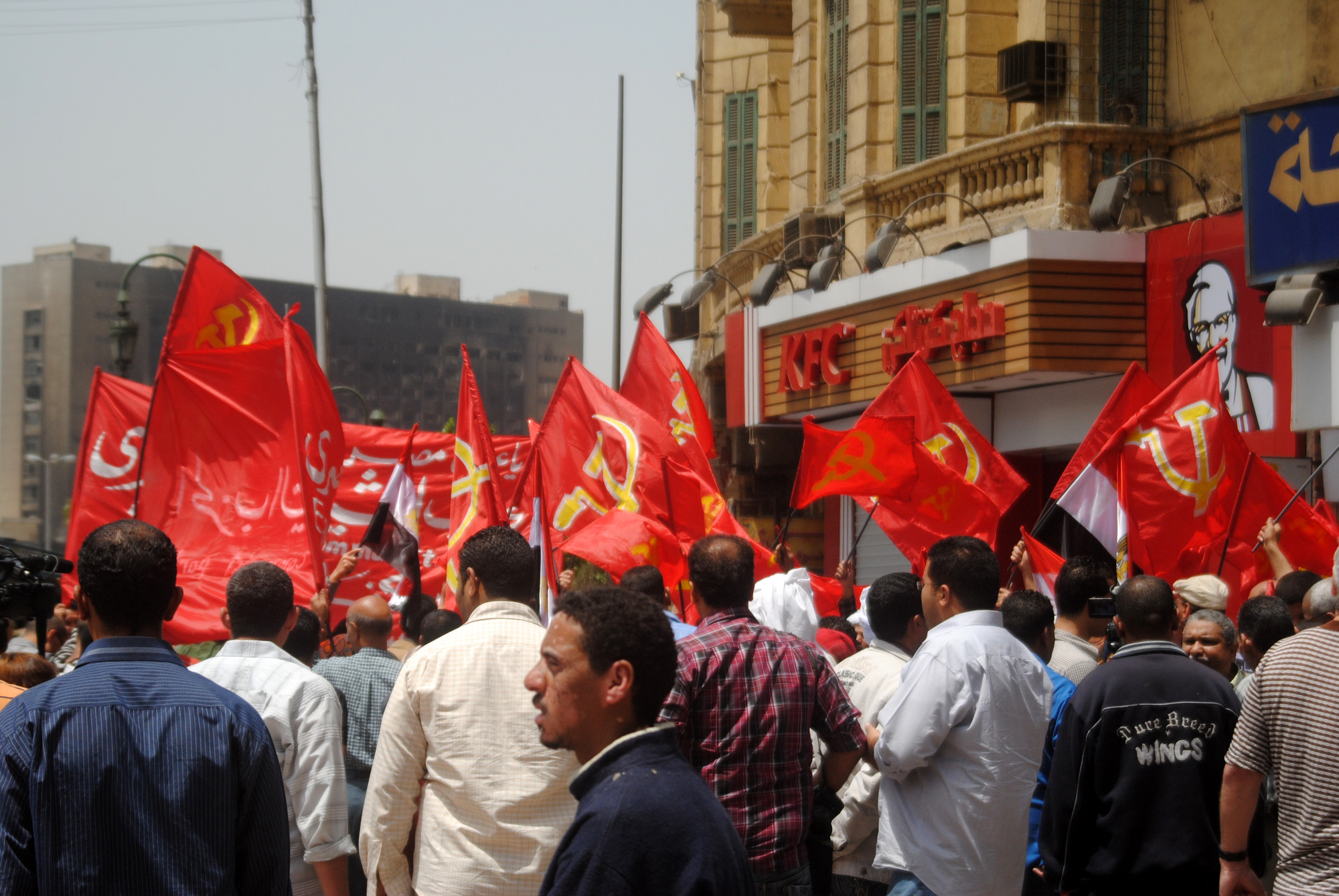
Флаги Египетской коммунистической партии на площади Тахрир

В 2011 году ЕКП поддержала народные выступления в Тунисе, направленные на свержение правительства и президента Бен Али, а затем и выступления в самом Египте против президента Х. Мубарака.
14 марта 2011 года ЕКП распространила пресс-релиз, в котором объявила о возобновлении своей легальной деятельности на территории Египта.
10 мая 2011 года было объявлено о создании Коалиции социалистических сил, куда, помимо ЕКП, вошли Социалистическая партия Египта, Демократическая рабочая партия Египта, Социалистический народный блок и Революционные социалисты.
19 сентября 2012 года при активном участии ЕКП была создана Революционная демократическая коалиция, объединившая 10 основных партий и движений левых сил. РДК создана как долгосрочная стратегическая коалиция, а не просто как избирательный блок.